# Fin de siècle (album Closterkellera)
Fin de siècle – album zespołu Closterkeller z nagraniem koncertu akustycznego nagranego 16 października w Muzycznym Studiu Trójki im. Agnieszki Osieckiej.

## Lista utworów
1. „Powitanie” – 1:06
2. „Czas komety” – 3:44
3. „Desperado” – 4:32
4. „Fortepian” – 5:40
5. „Na krawędzi” – 4:02
6. „Scarlett” – 4:04
7. „Zaklęta w marmur” – 4:43
8. „Cisza w moim domu” – 4:55
9. „Władza” – 3:20
10. „A nadzieja” – 4:27
11. „Zegarmistrz Światła” – 4:37
12. „Ziemia obiecana” – 3:20
13. „W moim kraju” – 2:49
14. „Chat, chat” – 2:57
15. „Zakończenie” – 1:26
16. „Walet Pik” – 2:46
17. „To muzyka” – 3:19
18. „Pożegnanie” – 0:46

## Twórcy
- Anja Orthodox – śpiew
- Paweł Pieczyński – gitara
- Michał Rollinger – instrumenty klawiszowe
- Marcin Płuciennik – gitara basowa
- Gerard Klawe – perkusja